# Shaun Woodward

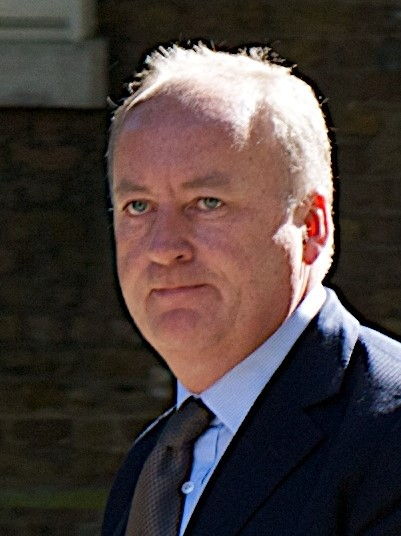
Shaun Woodward

Shaun Anthony Woodward (* 26. Oktober 1958 in Bristol, Vereinigtes Königreich) ist ein britischer Politiker (Labour Party).

## Biografie
Shaun Woodward war zunächst Mitglied der Conservative Party. 1999 wechselte er zur Labour Party, nachdem er entgegen der offiziellen Parteilinie für die Abschaffung der Clause 28 eingetreten war und deshalb seine Ämter in der Fraktion verloren hatte. Vom 1. Mai 1997 bis zum 7. Juni 2001 war er Mitglied des House of Commons für Witney. Anschließend war er bis zur Unterhauswahl 2015 Abgeordneter für den Wahlkreis St Helens South, der 2010 in St Helens South and Whiston umbenannt wurde, in Merseyside.
Im Jahre 2005 wurde Woodward zum Parlamentarischen Staatssekretär im Nordirlandministerium ernannt. Vom 28. Juni 2007 bis zur Abwahl der Regierung von Gordon Brown hatte Woodward das Amt des Ministers für Nordirland inne. Anschließend war er bis Oktober 2011 Schattenminister für dieses Ressort.
Woodward ist seit 1987 mit Camilla Sainbury verheiratet, einem Mitglied der Familie Sainbury, der noch immer eine Beteiligung an der Supermarktkette J Sainsbury gehört. Das Ehepaar hat vier Kinder.